# التراجيديا الأمريكية
التراجيديا الأمريكية هي رواية للكاتب الأمريكي ثيودور درايزر، نشرت في نهاية عام 1925. بدأ بكتابتها في صيف 1920، ولكنه توقف عن كتابة معظم النص بعد مرور عام. وفي سن 1923 عاد إلى إكمال مشروعه، وبمساعدة زوجته هيلين واثنين من سكرتارية رئيس التحرير لويس كامبل وسالي كوسل، أكمل هذه الرواية الضخمة في عام 1925.

## ملخص حبكة الرواية
كان كلايد غريفيث فتى طموحًا ووسيمًا ولكنه غير متعلم وطائش، ترعرع كلايد على يد والدين فقيرين ومتدينين فكان يساعدهما بعملهما التبشيري في الشارع. وجب على كلايد المساعدة بمساندة عائلته باعتباره شابًا بالغًا، وذلك بالالتحاق بوظائف متواضعة كبائع صودا، وبعدها كحامل للحقائب في فندق مدينة كنساس المرموق، حيث دفعه زملاؤه الأعلى منه لأخذ جرعات من المُسكرات ومرافقة المومسات.  
وباستمتاع كلايد بأسلوب حياته الجديد، يصبح مولعًا بالفتاة اللعوب هورتنز بريغز، التي كانت تحثه ليشتري لها هدايا باهظة الثمن. وعندما يكتشف كلايد أن هورتنز تتسكع مع رجال آخرين، تنتابه الغيرة. يبقى كلايد يفضّل بذخ المال على هورتنز بدلًا من مد يد العون لأخته التي تفرّ مع عشيقها لينتهي بها الأمر مهجورة وحاملًا.
تتغير حياة كلايد بشكل كبير عندما يضرب صديقُه سبارسر فتاة صغيرة ويقتلها وهو يقود سيارة رئيسه دون أن يأخذ أذنه، عندما يكون عائدًا من منتجع معزول برفقة كلايد وهورتنز وأصدقاء آخرين. يهرب جميعهم من الشرطة بسرعة كبيرة، فيحطم سبارسر السيارة نتيجة سرعته، ويفرّ الجميع من مسرح الجريمة باستثناء سبارسر وشريكه. يغادر كلايد مدينة كانساس بعدها خوفًا من الملاحقة القضائية باعتباره شريكًا في الجرائم التي اقترفها سبارسر. يتكرر هذا النمط من الشخصية التي لا تملك أدنى حس بالمسؤولية وتتخذ القرارات الخطأ في حياة كلايد في القصة، وتبلغ ذروتها في المأساة المركزية للرواية.
في أثناء عمله كخادم في نادٍ رفيع المستوى في مدينة شيكاغو، يلتقي بعمه الثري صموئيل غريفيث، صاحب مصنع «ياقة قميص» في المدينة الخيالية ليكورجس في نيويورك. يشعر صموئيل بالذنب حيال إهماله لعلاقاته السيئة، فيعرض على كلايد وظيفة وضيعة في المصنع. بعد ذلك، يرقّي كلايد إلى وظيفة إشرافيّ ثانويّ.
يحذر جلبرت، نجل صموئيل جريفيث المشرف المباشر على كلايد، يحذر كلايد بصفته مديرًا له، بأنه لا ينبغي لكلايد أن يرافق النساء العاملات تحت إشرافه. وفي الوقت نفسه، يولي غريفيث اهتمامًا اجتماعيًا قليلًا لكلايد. نظرًا إلى أن كلايد لا يملك أصدقاء مقربين في ليكورجس، يصبح وحيدًا. كشخص ضعيف عاطفيًا، ينجذب كلايد إلى روبيرتا آلدين، وهي فتاة مزرعة فقيرة وبريئة تعمل في متجره، وتقع في غرامه، يتودد كلايد إلى روبيرتا سرًا، ويقنعها في نهاية المطاف بمجامعتها بدلًا من خسارته، ويجعلها حاملًا.
وفي أثناء حدوث هذا، تنجذب الشابة الأنيقة سوندرا فينتشلي، ابنة مالكٍ آخر لمصنع ليكورجس، إلى كلايد، على الرغم من جهود ابن عمه جلبرت في إبعادهما عن بعضهما البعض. إلا أن أسلوب كلايد الساحر يجعله صاحب شعبية بين مجموعة ليكورجس الذكية الشابة؛ ويجعله وسوندرا مقربين من بعضهما، ويبدأ في التودد إليها بينما يهمل روبيرتا. تتوقع روبيرتا من كلايد أن يطلب يدها للزواج لتتحاشى عار الحمل غير المرغوب به، ولكن بدلًا من ذلك يحلم كلايد بأن يتزوج سوندرا.
بعد أن يخفق في الحصول على إجهاض لروبيرتا، لا يمنحها كلايد حتى مساعدة بسيطة في نفقات المعيشة، بينما تزدهر علاقته مع سوندرا أكثر فأكثر، وعندما تهدده روبيرتا بفضح علاقتها معه إن لم يتزوجها، يخطط لقتلها عن طريق الغرق في أثناء ركوبهما القارب، بعد قراءته تقريرًا لصحيفة محلية عن حادث ركوب القوارب.
يأخذ كلايد روبيرتا رحلة في زورق على بحيرة بيغ بيترن الخيالية تجسدها بحيرة موس الكبيرة في شمال ولاية نيويورك، حيث يصل إلى خليج منعزل. لا يملك كلايد الجرأة الكافية ليمضي قدمًا في الخطة التي وضعها ويتجمد في مكانه. يستشعر بأن هناك خطأ ما، تقترب روبيرتا نحو كلايد، فيضربها على وجهها بالكاميرا عن غير قصد. وينصدم بها ويقلب القارب عرضيًا. تغرق روبيرتا إذ لا تستطيع السباحة، بينما لا يرغب كلايد بإنقاذها، فيسبح حتى يصل إلى الشاطئ. يدل السرد على أن الضربة كانت حادثًا، لكنّ أثر الأدلة الظرفية التي يخلفها كلايد تتركه مذعورًا ويعاني من الشعور بالذنب بالقتل.
تحرص السلطات المحلية على إدانة كلايد، لدرجة تلفيق أدلة إضافية ضده، على الرغم من أن كلايد يجرم نفسه مرارًا وتكرارًا بشهادته المرتبكة والمتناقضة. يختبر كلايد تجربة حساسة أمام هيئة غير متعاطفة ومتحيزة من المحلفين المزارعين المحافظين دينيًا عمومًا. على الرغم من الدفاع القوي الكاذب الذي يقوم به المحامون الذين تم توظيفهم من قبل عمه، يُدان كلايد ويُحكم عليه بالإعدام، وبعد رفضه الاستئناف، يُعدم بواسطة الكرسي الكهربائي. تُعد مشاهد السجن والمراسلات بين كلايد ووالدته أمثلة عن الرثاء في الأدب الحديث.

## العوامل المؤثرة والشخصيات
بنى الكاتب درايزر روايته على قضية جنائية ذات صيت سيئ. فقد وجد أصحاب المنتجع في 11 يوليو عام 1906 قاربًا منقلبًا وجثة فتاة تدعى غريس براون في بحيرة بيغ موس في جبال إديرونداك في شمال ولاية نيويورك. حوكم تشيستر غيليت وأُدين بقتل براون، على الرغم من ادعائه بأنها انتحرت. أُعدم غيليت بواسطة الكرسي الكهربائي في 30 مارس عام 1908. لفتت محاكمة القتل هذه الأنظار الدولية عندما قُرئت رسائل الحب التي أرسلتها براون إلى غيليت في المحكمة. احتفظ درايزر بقصاصات الجرائد حول هذه القضية لعدة سنوات قبل أن يبدأ بكتابة روايته، إذ درس من خلالها القضية عن كثب. اعتمد درايزر اسم كلايد غريفيث نسبة إلى تشيستر غيليت عن عمد باستخدامه الأحرف الأولى من اسمه.
كان الموقع التاريخي الذي وقعت فيه الأحداث المركزية كورت لاند، نيويورك، وهي مدينة تقع في مقاطعة كورت لاند في منطقة مليئة بأسماء الأماكن التي لها صدى واسع في التاريخ اليوناني الروماني. تحوي البلدات هومر، سولون، فرجيل، ماراثون، سينسيناتوس. كان الاسم المستعار الممنوح لمدينة كورت لاند هو ليكورجس، مشرع القانون الأسطوري لإسبارطة القديمة. وكانت غريس براون، فتاة مزرعة من بلدة جنوب اوتسليك في مقاطعة تشينانجو المجاورة، فتاة المصنع التي كانت من محبي غيليت. والمكان الذي قُتلت غريس فيه هو بحيرة بيغ موس، وهو مكان حقيقي موجود في اديرونداك، وقد سُميت بحيرة بيغ بيترن في رواية درايزر. كما يبدو أن هوية «الفتاة الغنية» في مثلث الحب سوندرا فينتشلي في الرواية لم تُحدد بشكل واضح.
وقعت جريمة قتل مماثلة للرواية بشكل لافت للنظر في ويلكس بار، بنسلفانيا، في عام 1934، عندما ضرب روبرت إدواردز إحدى عشيقتيه فريدا مكشيني، ووضع جسدها في بحيرة، كانت القضايا متشابهة جدًا لدرجة أن الصحافة في ذلك الوقت أطلقت على جريمة القتل التي ارتكبها إدوارد بحق مكشيني «التراجيديا الأمريكية». وفي نهاية المطاف أُدين إدوارد وأُعدم ووأُعدم ويضًا بواسطة الكرسي الكهربائي.